# St. Wendelin (Sternberg im Grabfeld)

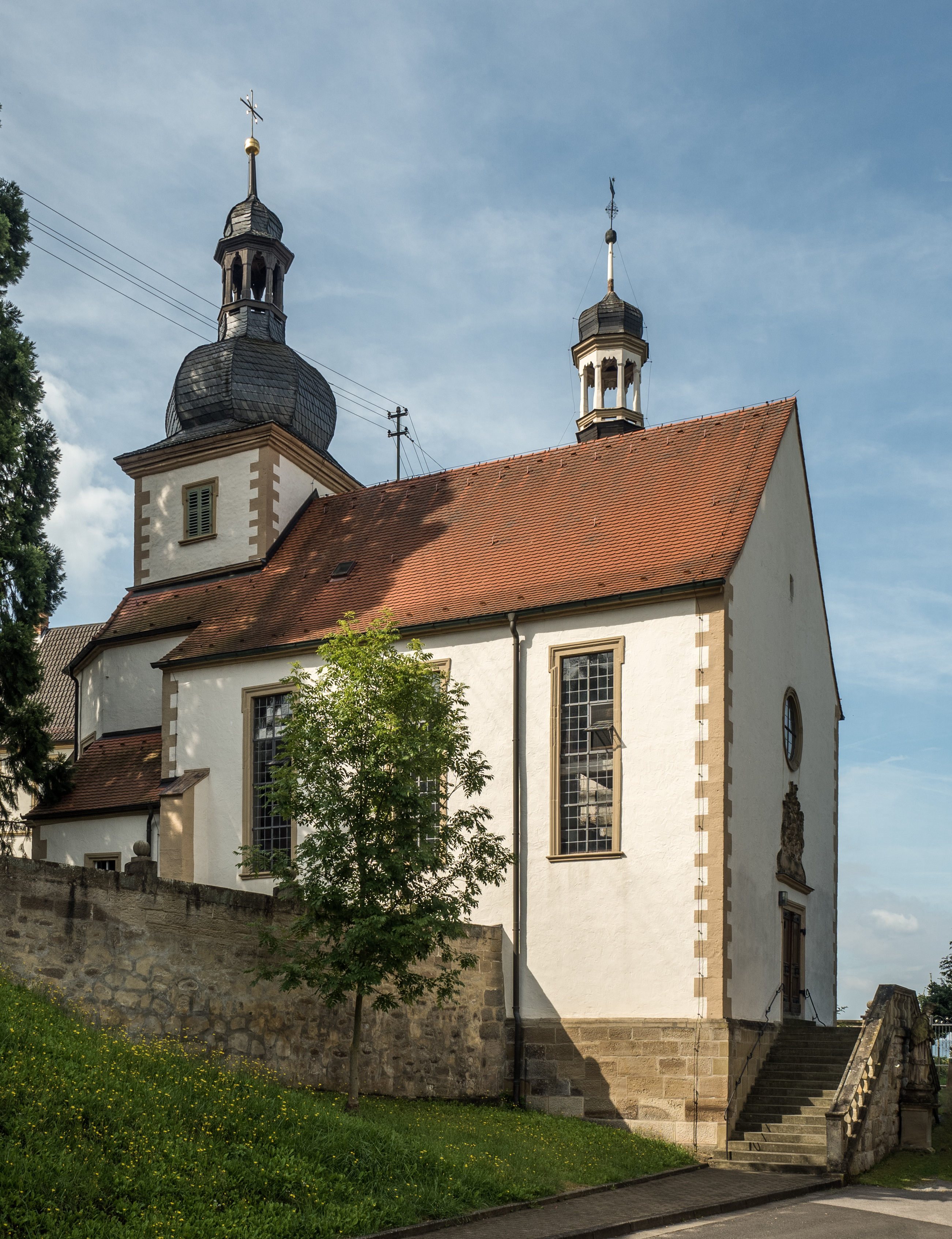
St. Wendelin (Sternberg im Grabfeld)

Die römisch-katholische Pfarrkirche St. Wendelin, die ehemalige Kirche des Schlosses Sternberg, steht in Sternberg im Grabfeld, einem Gemeindeteil von Sulzdorf an der Lederhecke im unterfränkischen Landkreis Rhön-Grabfeld in Bayern. Das denkmalgeschützte Bauwerk wurde im 17. Jahrhundert errichtet. Die Kirche gehört zur Pfarrei Heiligkreuz in der Pfarreiengemeinschaft St. Martin im östlichen Grabfeld (Untereßfeld) im Dekanat Bad Neustadt des Bistums Würzburg.

## Beschreibung
Die verputzte, mit Ecksteinen versehene Chorturmkirche wurde 1673 erbaut. Sie besteht aus einem Langhaus aus drei Jochen, auf dessen Satteldach ein kleiner, offener, mit einer schiefergedeckten Zwiebelhaube bedeckter Dachreiter sitzt, und einem eingezogenen, dreiseitig geschlossenen Chor im Süden, aus dem sich ein Dachturm erhebt, der mit einer Welschen Haube bedeckt ist. Dem Portal in der Fassade im Norden ist eine Freitreppe vorgelagert. Die Altäre stammen aus der Bauzeit. Das Altarretabel des rechten Seitenaltars mit der Darstellung des heiligen Antonius wurde von Johann Peter Herrlein gestaltet.